# Miloš Vučković
Miloš Vučković, črnogorski general, * 4. september 1914, † 25. avgust 1992.

## Življenjepis
Leta 1941 je vstopil v NOVJ in KPJ. Med vojno je bil na različnih poveljniških in obveščevalnih položajih; nazadnje je bil načelnik Obveščevalnega oddelka 1. armade.
Po vojni je bil načelnik oddelka in predavatelj na VVA JLA.